# Förster Nándor
Vaskövi Förster Nándor (Pest, 1852. augusztus 1. – Budapest, 1941. június 7.) miniszteri tanácsos, a magyar királyi államvasutak gépgyárának és a diósgyőri magyar királyi vas- és acélgyár igazgatója. 

## Életpályája
Az elemi és reáliskolát Budapesten végezte, a politechnikumot Zürichben látogatta és ott szerezte diplomáját is. 1873-ban a magyar királyi államvasutakhoz nevezték ki és szolgálattétel végett a budapesti főműhelybe osztották be. 1878-ban a kassa-oderbergi vasútnál működött, ahol csakhamar kitűnt lankadatlan szorgalmával és bátor kezdeményezéseivel; ezért szélesebb körű munkássággal bízták meg és 1880-ban vontatási helyettes főnök, 1881-ben központi műszaki és műhely-szolgálati főnök lett. 
1884-ben báró Kemény Gábor közmunka- és közlekedési miniszter biztosnak nevezte ki a vasúti felügyelőséghez, ahol főképpen a vasúti gépészetet istápolta; Baross Gábor miniszter is méltányolta Förster képességét és csakhamar főfelügyelővé tette és amikor a magyar királyi államvasutak budapesti gépgyáránál és az evvel egybeolvasztott diósgyőri magyar királyi vas- és acélgyárban az igazgatói állás megüresedett, e helyre 1890-ben Förstert nevezte ki. E minőségében a két gyárat fokozatosan fejlesztette és tökéletesítette. Diósgyőrött az alakos acélöntés alatta fejlődött fontos iparággá. 
A társadalmi életben is élénk részt vett, mint a gépgyártulajdonosok és gyárigazgatók klubjának elnöke. Kiváló érdemei elismeréséül a király 1893-ban a III. osztályú vaskorona-renddel tüntette ki, 1896-ban a milleniumi kiállítás alkalmából miniszteri tanácsos lett, 1898-ban pedig őfelsége magyar nemességet adományozott számára vaskövi előnévvel. 1927-ben vette át a Magyar Vas- és Gépújság (Ungarischer Metallarbeiter) főszerkesztői állását. 1941. június 7-én hunyt el súlyos betegség után, 89 éves korában.